# کیویتق
کیویتق (انگلیسی: Qivitoq) یک فیلم است که در سال ۱۹۵۶ منتشر شد. از بازیگران آن می‌توان به پل رایشهارت اشاره کرد. این فیلم نامزد دریافت جایزه نخل طلا در جشنواره فیلم کن ۱۹۵۷ شده‌بود.